# Expedição 70
Expedição 70 foi a 70ª expedição de longa duração⁣ a ⁣Estação Espacial Internacional. A expedição começou com a partida da Soyuz MS-23 em setembro de 2023, com o astronauta dinamarquês Andreas Mogensen assumindo o comando da ISS do cosmonauta da Expedição 69, Sergei Prokopiev. Terminou com a partida da Soyuz MS-24 em abril de 2024.

## Antecedentes, tripulação e eventos
Inicialmente, a expedição consistia de Andreas e seus três tripulantes da SpaceX Crew-7, Jasmin Moghbeli, Satoshi Furukawa e Konstantin Borisov, respectivamente dos EUA, Japão e Rússia, bem como dos cosmonautas russos Oleg Kononenko e Nikolai Tchub (ambos em uma missão de um ano na ISS) e outra astronauta dos EUA, Loral O'Hara, que foi lançada a bordo da Soyuz MS-24 no dia 15 de setembro de 2023, e transferida da Expedição 69 ao lado dos astronautas da SpaceX Crew-7.
A tripulação será posteriormente reabastecida por missões subsequentes no contexto tanto da expedição, como de missões independentes.

## Tripulação
| Voo              | Astronauta           | Incremento 70a           | Incremento 70b    | Incremento 70c    | Incremento 70d    |
| Voo              | Astronauta           | 27.09.2023 - 05. 03.2024 | 5-11.03.2024      | 11-25.03.2024     | 25.03-06.04.2024  |
| ---------------- | -------------------- | ------------------------ | ----------------- | ----------------- | ----------------- |
| Soyuz MS-24 /70S | Oleg Kononenko       | Engenheiro de voo        | Engenheiro de voo | Comandante        | Comandante        |
| Soyuz MS-24 /70S | Nikolai Tchub        | Engenheiro de voo        | Engenheiro de voo | Engenheiro de voo | Engenheiro de voo |
| Soyuz MS-24 /70S | Loral O'Hara         | Engenheira de voo        | Engenheira de voo | Engenheira de voo | Engenheira de voo |
| SpaceX Crew-7    | Jasmin Moghbeli      | Engenheira de voo        | Engenheira de voo | Fora da estação   | Fora da estação   |
| SpaceX Crew-7    | Andreas Mogensen     | Comandante               | Comandante        | Fora da estação   | Fora da estação   |
| SpaceX Crew-7    | Satoshi Furukawa     | Engenheiro de voo        | Engenheiro de voo | Fora da estação   | Fora da estação   |
| SpaceX Crew-7    | Konstantin Borisov   | Engenheiro de voo        | Engenheiro de voo | Fora da estação   | Fora da estação   |
| SpaceX Crew-8    | Matthew Dominick     | Fora da estação          | Engenheiro de voo | Engenheiro de voo | Engenheiro de voo |
| SpaceX Crew-8    | Michael Barratt      | Fora da estação          | Engenheiro de voo | Engenheiro de voo | Engenheiro de voo |
| SpaceX Crew-8    | Jeanette Epps        | Fora da estação          | Engenheira de voo | Engenheira de voo | Engenheira de voo |
| SpaceX Crew-8    | Alexandr Grebienkin  | Fora da estação          | Engenheiro de voo | Engenheiro de voo | Engenheiro de voo |
| Soyuz MS-25 /71S | Tracy Caldwell-Dyson | Fora da estação          | Fora da estação   | Fora da estação   | Engenheira de voo |